# Stahlhofen am Wiesensee
Stahlhofen am Wiesensee é um município da Alemanha localizado no distrito de Westerwaldkreis, estado da Renânia-Palatinado.
Pertence ao Verbandsgemeinde de Westerburg.